# Les Roses noires
Pour les articles homonymes, voir Rose noire (homonymie).
Pour le film de Colin Campbell sorti en 1921, voir Les Roses noires (film, 1921).
Pour plus de détails, voir Fiche technique et Distribution.
Les Roses noires est un documentaire français réalisé par Hélène Milano et sorti en 2012.

## Synopsis
Cinq adolescentes - Farida, Claudie, Coralie, Kahina et Moufida - issues des cités de la Seine-Saint-Denis ou des quartiers nord de Marseille, dans les Bouches-du-Rhône, sont invitées à s'exprimer face à la caméra. Elles nous parlent de leur rapport à la France, de leur relation à la langue de ce pays et à ses habitants. Le document parle de la manière dont ces jeunes filles perçoivent précisément les garçons. On y parle d'attachement au groupe mais aussi du machisme et du sentiment d'exclusion. Ces filles font part de leurs pensée et de leur expérience ainsi que de leur rêve de quitter bien qu'elles y sont attachées : leurs quartiers  afin de mener une vie convenable en s'insérant dans la vie active et de s'épanouir. Un film citoyen et militant sur les filles de la banlieue,,,.

## Fiche technique
- Titre : Les Roses noires
- Réalisation : Hélène Milano
- Photographie : Chloé Blondeau, Jérôme Olivier, Alexandra Potet
- Son : Camille Barrat, Marianne Roussy
- Montage : Martine Armand
- Musique : Bruno Angelini
- Production : Comic Strip Production, France 3 Méditerranée, France 3 Paris Île-de-France
- Pays de production :  France
- Durée : 74 minutes
- Date de sortie : France - 28 novembre 2012